# Dicèids
Els diceids (Dicaeidae) són una família d'ocells de l'ordre dels passeriformes formada per dos gèneres, Prionochilus i Dicaeum, amb un total de 48 espècies. De vegades la família s'ha inclòs en una ampliada família dels nectarínids (Nectariniidae). En una època es van agrupar dins aquesta família les espècies que avui es classifiquen com melanocarítids (Melanocharitidae) i paramítids (Paramythiidae). Habiten des de l'Índia, cap a l'est, a través del sud-est asiàtic fins a les Filipines, i des d'allà cap al sud fins a Austràlia. La família és molt variable quant a preferències, tenint una distribució que va des del nivell del mar fins entorns de muntanya. Algunes espècies, com el picaflor australià (Dicaeum hirundinaceum), són en gran manera nòmades en part de la seva distribució.

## Llista de gèneres
Segons la classificació del Congrés Ornitològic Internacional (versió 11.1, 2021), aquesta família es classifica en dos gèneres, amb 49 espècies:
- Gènere Dicaeum, amb 43 espècies.
- Gènere Prionochilus, amb 6 espècies.